# Xochicalco (régészeti lelőhely)
Xochicalco (kiejtése körlülbeül: szocsikalko) egy jelentős régészeti lelőhely Mexikó középső részén, Morelos állam területén. Az egykori város fénykorát 650 és 900 között élte, ekkor politikai, vallási és kereskedelmi központ volt. A kivételesen jó állapotban fennmaradt romok 1999 óta a Világörökség részét képezik.

## Elhelyezkedése
A romváros Mexikó középső, azon belül Morelos állam nyugati részén, Temixco és Miacatlán községek területén található egy hegyes vidéken, Xochicalco újkori várostól északra, az állam fővárosától, Cuernavacától pedig 38 km-re délnyugatra. A romoktól keletre múzeumot is létesítettek.

## Története
Neve a navatl nyelvből ered: a xóchitl szó jelentése „virág”, a calli jelentése „ház”, a co pedig helynévképző, így a teljes név jelentése nagyjából „a virágok házának helyén”.
Teotihuacan hanyatlása után Mexikó középső részén hatalmi űr képződött, ami 700 és 900 között, az úgynevezett epiklasszikus korban több új város születését vagy meglevők felemelkedését eredményezte. Ugyancsak segítette ezt a folyamatot a Mezoamerika északi részén levő és a maják által alapított városok egy részének pusztulása, ami által jelentős elvándorlás indult meg a mexikói központi fennsík irányába. Így ebben az időszakban Xochicalco népessége is több különböző csoportból tevődött össze: a tollas kígyók templomának motívumai például teotihuacani és maja hatást is mutatnak. A környékbeli települések, köztük Xochicalco hegytetőn való elhelyezkedése egyes kutatók számára azt valószínűsíti, hogy erős központi város hiányában a kort a kis hatókörrel rendelkező települések háborúskodása jellemezte.

## Építményei
Az egykori város különböző épületcsoportjait belső úthálózat köti össze. Az úgynevezett Két írásjel sztéléjének tere a vallási élet központi helye lehetett, nevét a közepén található szentélyben elhelyezett sztéléről kapta, amelyen két dátumjelölő írásjel látható. A Nagy piramis az egész terület legnagyobb építménye: két szintes, két nagy lépcsőzettel rendelkezik, tetején pedig egy templom maradványai láthatók. Ez a piramis Tlalok isten tiszteletéhez köthető. A 13 000 m²-es főtér körül helyezkedik el az úgynevezett ikerpiramis (amely a város életének egy késői korszakában épült, és amelynek a tetején levő templomromban falfestmények maradványai látszanak) és Xochicalco egyik leghíresebb épülete, a Tollas kígyók temploma, amelynek oldalán hatalmas, faragott tollaskígyó-motívumok láthatók. A Sztélék piramisa onnan kapta nevét, hogy a tetején levő templomban három sztélét találtak. Az úgynevezett Akropolisz, amely egykor a legmagasabb építmény volt a területen, több szerepet is ellátott: templom, palota és műhely is volt. Az úgynevezett Állatok rámpája 271 faragott kőlapból áll, amelyeken különféle állatok (madarak, kígyók, lepkék és különféle emlősök) ábrázolása szerepel. Valószínű, hogy ezek a kőlapok eredetileg nem itt, hanem a város valamelyik másik részén voltak elhelyezve. Található volt még a városban három labdajátékpálya (egy az északi, egy a déli, egy a keleti oldalon), néhány szögletes gabonatároló (amelyből a terményt csak a felső részen keresztül lehetett kivenni) és egy temazcal (gőzfürdő) is, amelynek vizét úgy melegítették fel, hogy tűzben felforrósított köveket tettek bele. Valószínű, hogy a fürdőt a labdajáték-szertartás előtti rituális megtisztulás céljára is alkalmazták. A városban jól kiépített vízelvezető- és víztározó-rendszer is működött. Xochicalco egyik legkülönlegesebb építménye az úgynevezett csillagvizsgáló: egy kőbe faragott lépcső vezet be egy barlangba, ahol az ott levő nyíláson minden évben április 30-tól kezdve 150 napig minden nap besüt a Nap.

## Képek

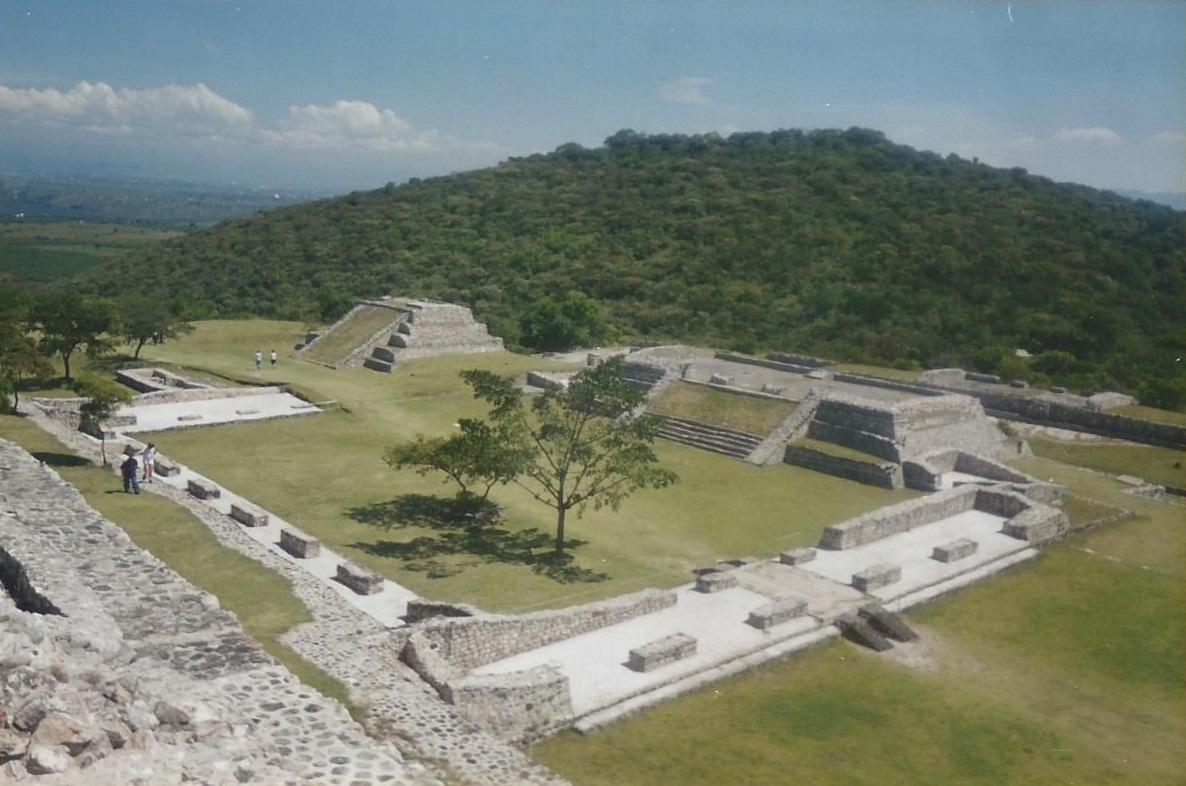
Látkép
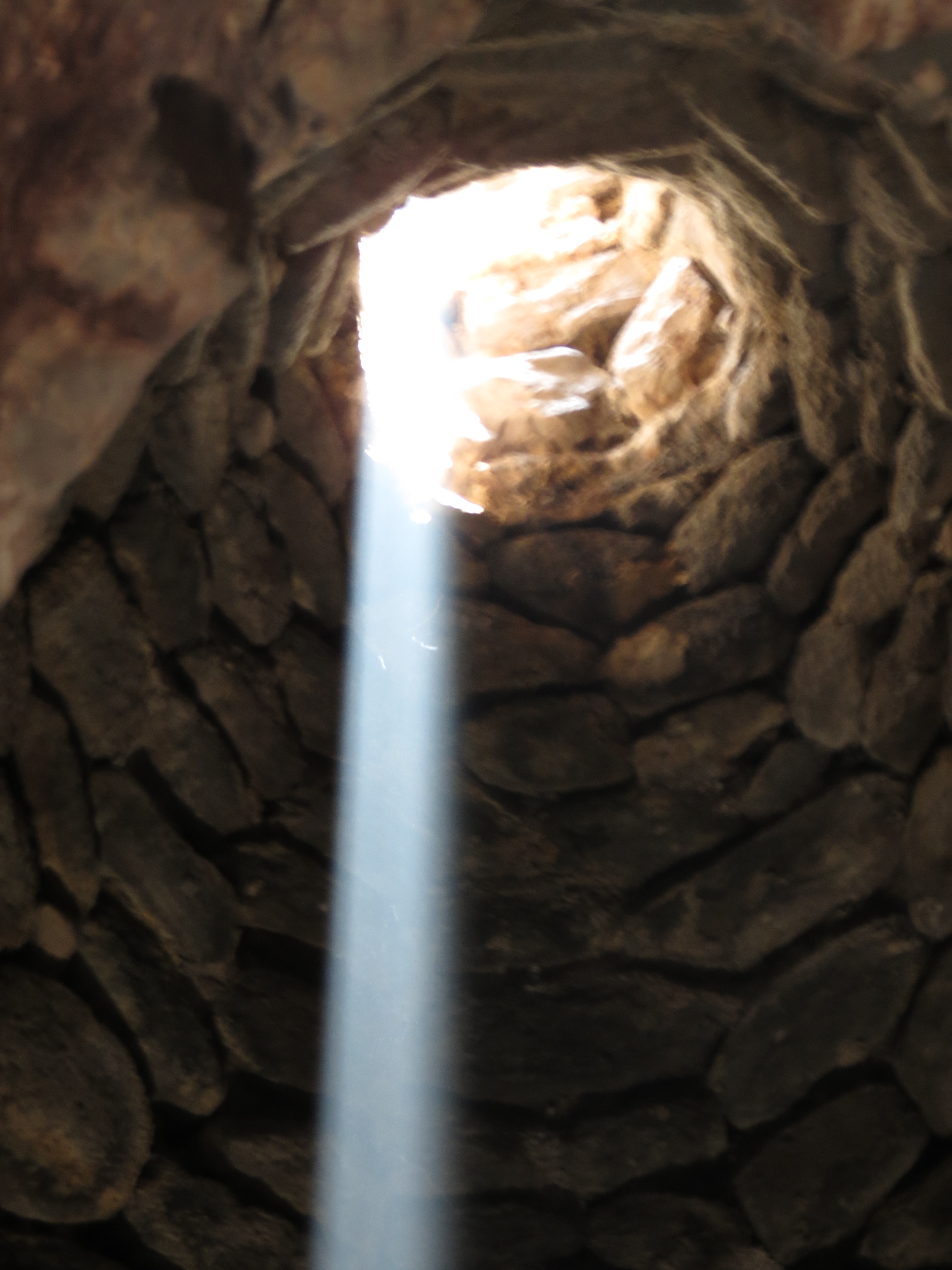
A csillagvizsgáló nyílás
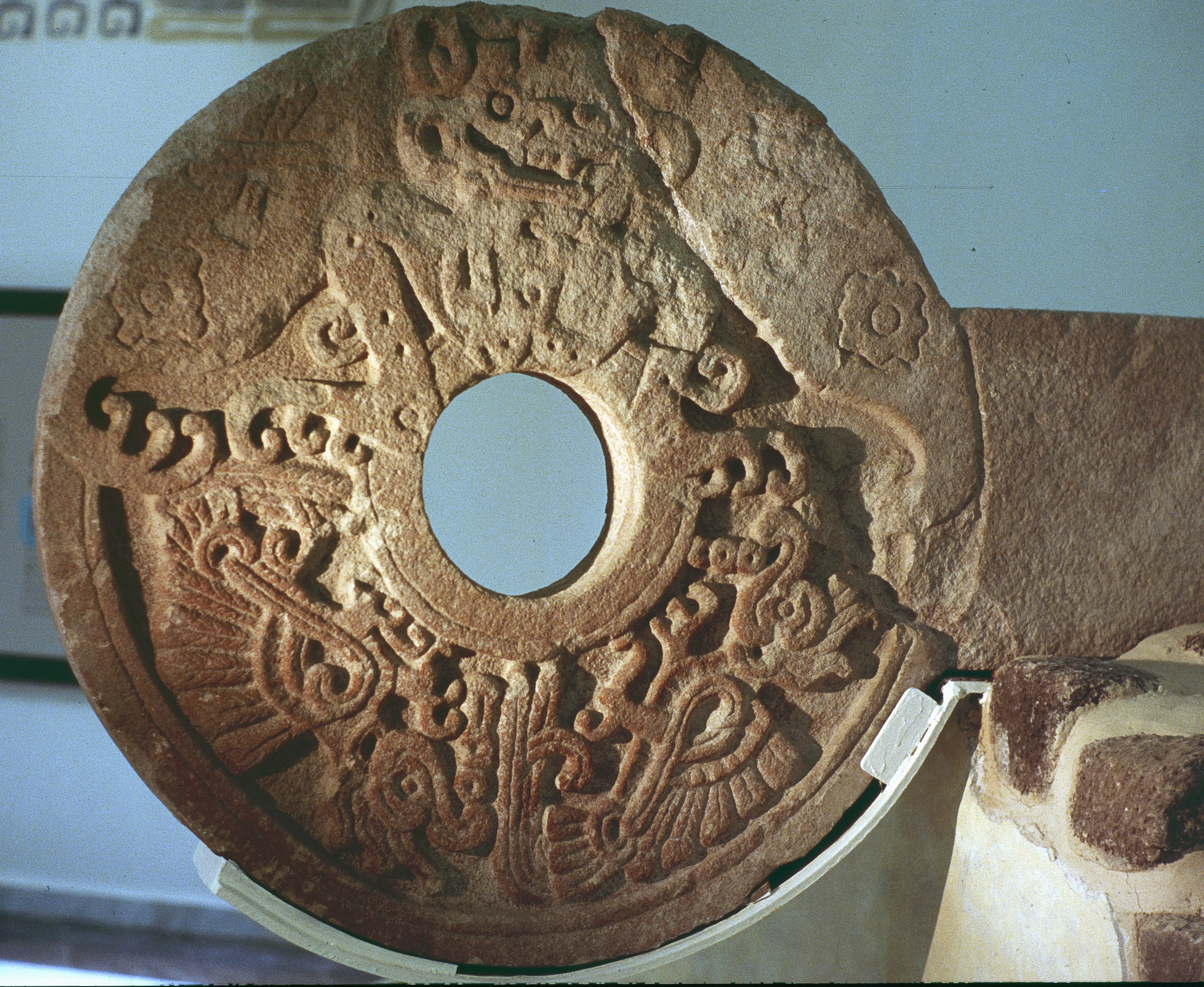
A labdajátékpálya egyik tartozéka
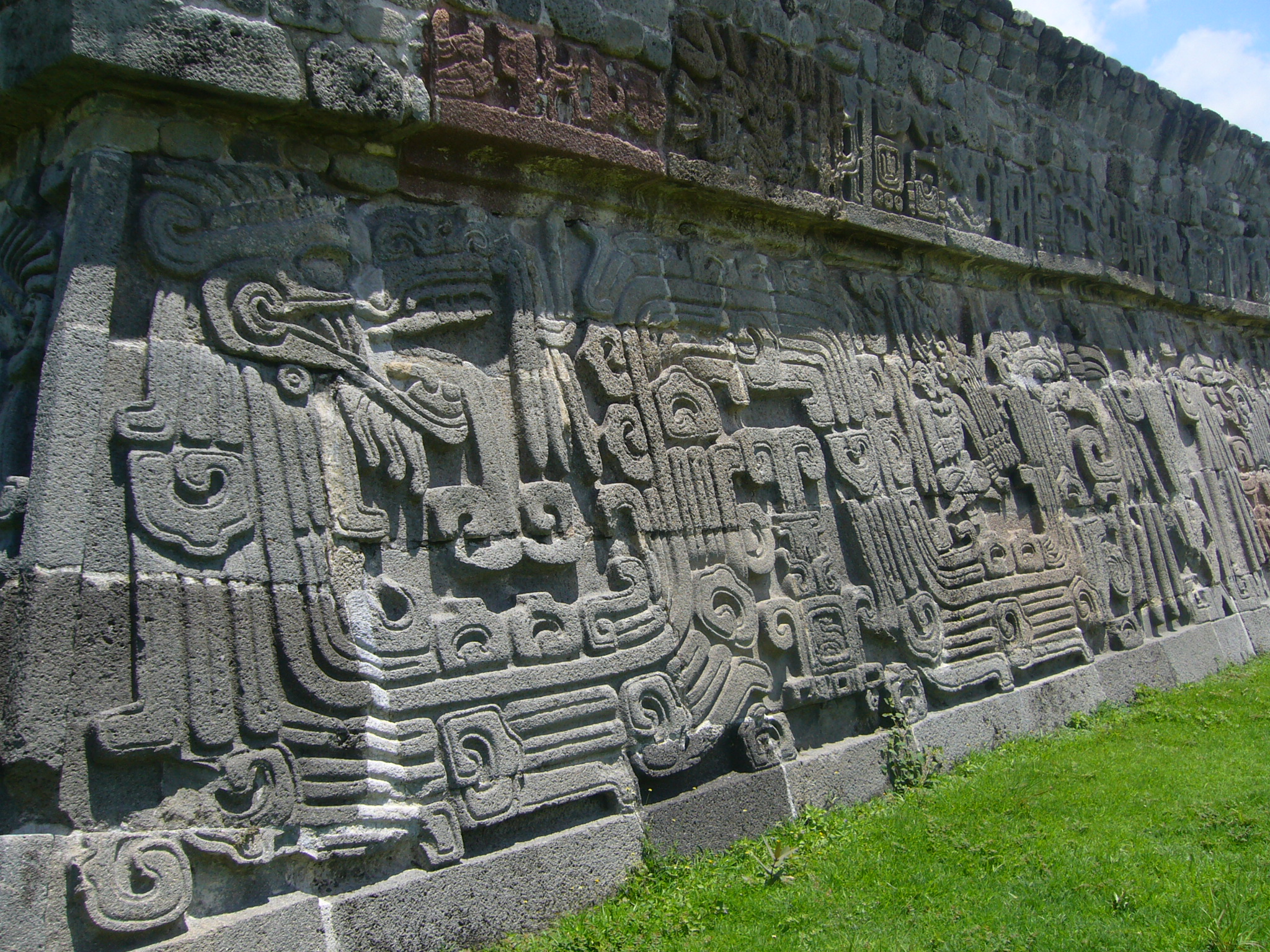
A tollas kígyók temploma